# Pierre Jaubert (universitaire)
Pour les articles homonymes, voir Pierre Jaubert et Jaubert.
Pierre Jaubert, né le 6 novembre 1920 à Paris et mort le 30 décembre 2015 à Talence, est un juriste et universitaire français.

## Biographie

### Jeunesse et études
Pierre Jean Marie Jaubert naît le 6 novembre 1920 dans le 5e arrondissement de Paris. Il fait des études de droit à l'université de Bordeaux. Après avoir été licencié en droit en juillet 1941, il soutient sa thèse de doctorat le 13 mars 1948, qui a pour sujet « le chapitre cathédral métropolitain et primatial de Saint-André de Bordeaux du XIIe au XVIIIe siècle ». Pierre Jaubert se voit, à cette occasion, décerner le prix de la ville de Bordeaux en 1950 par l'Académie des sciences et belles-lettres de Bordeaux. Il est agrégé de droit un an plus tard.

### Carrière universitaire

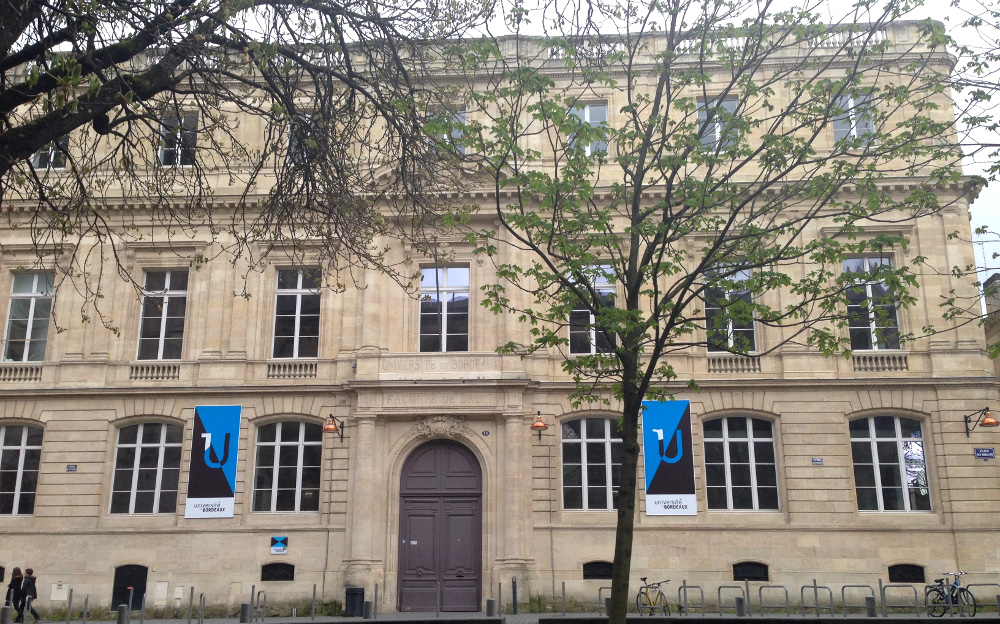
Pierre Jaubert enseigne à la faculté de droit de Bordeaux pendant plus de trente ans.

Pierre Jaubert se spécialise dans l'histoire du droit, principalement celle de la Rome antique.
Après avoir dispensé des cours à la faculté de droit de Dakar (1951-1953) et avoir été maître de conférences à la faculté de droit et de science politique d'Aix-Marseille (1953-1955), il rejoint l'équipe enseignante de la faculté de droit de Bordeaux en 1955. Quatre ans plus tard, il devient titulaire de la chaire universitaire en droit romain et enseigne cette discipline jusqu'à sa retraite en 1989.
Pierre Jaubert, en 1969, fonde l'Institut d'études juridiques et économiques de Périgueux, dont il assure la direction de sa création jusqu'en 1990. Cette année-là, il est élu à l'Académie des sciences, belles-lettres et arts de Bordeaux au fauteuil de Jacques Paul.
Il assure plusieurs fonctions pendant sa carrière universitaire : président de la faculté de droit de Bordeaux (1971-1977), vice-président de l'université Bordeaux-I, président des concours d'agrégation, membre du Conseil national des universités, président de l'Association des historiens des facultés de droit, membre de l'université du temps libre, président (1997) puis trésorier (1997-2012) de l'Académie des sciences, belles-lettres et arts de Bordeaux.

### Décès
Pierre Jaubert meurt le 30 décembre 2015 à Talence, à l'âge de 95 ans. Le 7 janvier 2016, après une allocution d'hommage du secrétaire perpétuel de l'Académie, le président fait observer une minute de silence à sa mémoire. Les obsèques sont célébrées le 9 janvier à l'église Sainte-Geneviève de Bordeaux.

## Distinctions
Pierre Jaubert a reçu plusieurs distinctions pendant sa carrière :
- Chevalier de l'ordre national du Mérite (1969[6])
- Commandeur de l'ordre des Palmes académiques (1976[6])
- Chevalier de la Légion d'honneur (décret du 1er janvier 1987[6], remise des insignes par Yves Guéna le 27 mars 1987[7])